# Charles H. Pitman
Charles Henry Pitman, född 20 oktober 1935 i Chicago, död 13 februari 2020 i Pensacola, var en generallöjtnant i USA:s marinkår. Han gick i pension 1990 och dog 2020 av cancer. Han var involverad  i Operation Eagle Claw.

## Skjutningen 1973
Den 7 januari 1973 gick den 23-årige Mark Essex till ett hotell i New Orleans. Han mördade tre anställda på hotellet och satte eld på hotellet så att räddningspersonal skulle komma dit. Essex började skjuta på dem med en 44-kalibers karbin. Han skadade även dödligt de tre poliserna Phil Coleman, Paul Persigo och Louis Sirgo. Essex sårade totalt 13 personer, samtidigt som han tog skydd på taket av en byggnad. Pitman såg detta på nyheterna på TV. Pitman samlade snabbt ihop en co-pilot och två andra och flög dem till hotellet i en CH-46 Sea Knight helikopter. Han landade på en parkeringsplats och tog upp flera poliser i helikoptern. Pitman flög över hotellet flera gånger medan Essex gömde sig i en betongstruktur på taket. På den sista överflygningen flög han inte ett varv runt byggnaden, utan vände helikoptern direkt. Essex var då för långt borta från sitt skydd. Poliserna på helikoptern och på taket av hotellet sköt då Essex till döds med över 200 skott.